# Ratterpatrone

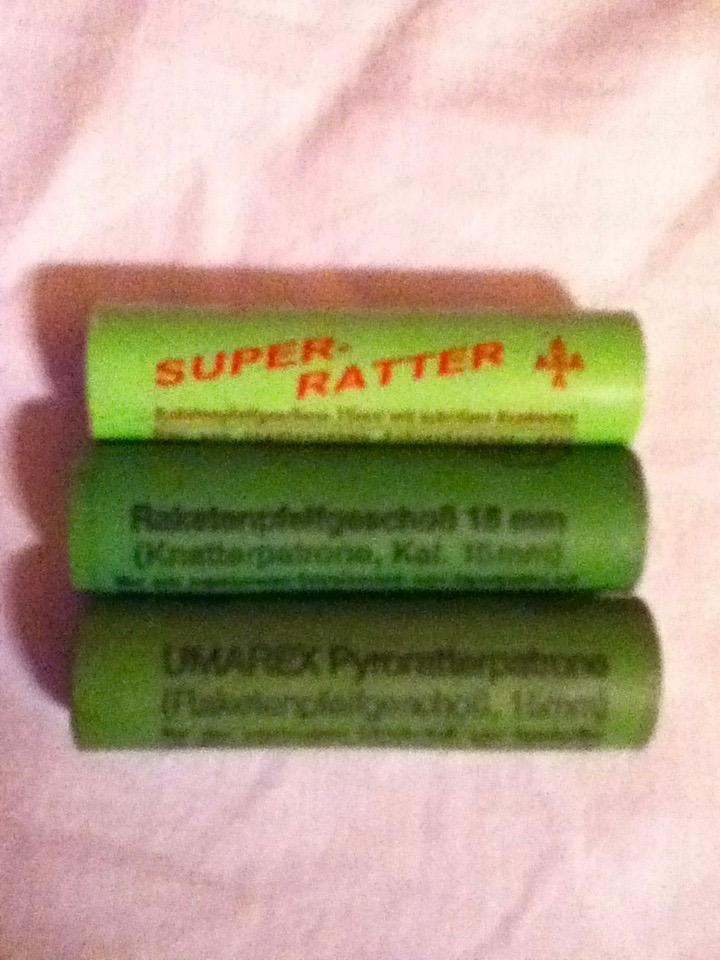
Ratterpatronen von Aba, Zink, Umarex

Ratter- oder auch Knatterpatronen sind Feuerwerkskörper der Klasse PM1. Die zur Gattung der pyrotechnischen Munition gehörenden Pfeifgeschosse werden aus Schreckschusswaffen mit einem Abschussbecher verschossen. Die Patronen im Kaliber 15 mm besitzen einen Eigenantrieb, fliegen also nicht ausschließlich durch den Gasdruck der Platzpatrone, sondern werden nach der Entzündung eigenständig in die Luft getrieben. Im Gegensatz zu den normalen Pfeifpatronen ist der Ton der Ratter- oder Knatterpatronen durch ein hochfrequentiertes Staccato ("Rattern") sehr aggressiv und subjektiv deutlich lauter als beim konventionellen Pfeifer. Bekannteste Hersteller der Ratterpatronen sind Zink, ABA und Umarex.

## Verwendung
Allseits beliebt ist das Abschießen der Patronen an Silvester, wobei das Gesetz hierbei ein umfriedetes Besitztum vorschreibt, auf dem die Patrone verschossen werden und nach dem Abbrennen auch wieder landen muss. In Deutschland bieten verschiedene Feuerwerkshersteller Ratterpatronen an, die aufgrund der Zugehörigkeit zur Klasse PM1 ganzjährig zu erwerben sind. Die eigentliche Nutzung der Ratterpatrone bezieht sich – ähnlich wie beim Vogelschreck – auf den Zweck der Vergrämung von Vögeln, bspw. im Weinanbaugebiet oder auf Flughäfen.